# Psiloderces pingguo
Psiloderces pingguo es una especie de araña araneomorfa del género Psiloderces, familia Psilodercidae. Fue descrita científicamente por Li & Chang en 2020.
Habita en Vietnam. El holotipo masculino mide 1,25 mm y el paratipo femenino 1,56 mm.